# 21562 Chrismessick
A 21562 Chrismessick (ideiglenes jelöléssel 1998 QZ94) a Naprendszer kisbolygóövében található aszteroida. A LINEAR projekt keretében fedezték fel 1998. augusztus 19-én.